# Rue Aumont-Thiéville
La rue Aumont-Thiéville est une voie du 17e arrondissement de Paris, en France.

## Situation et accès
La rue Aumont-Thiéville est une voie publique située dans le 17e arrondissement de Paris. Elle débute au 25, boulevard Gouvion-Saint-Cyr et se termine au 11, rue Roger-Bacon.

## Origine du nom
La rue tire son nom de celui d'un ancien propriétaire.

## Historique
Cette rue, ouverte en 1882, reçoit par arrêté du 24 juin 1907 sa dénomination actuelle. 

## Littérature
Dans son poème liminaire Zone, extrait du recueil Alcools, Guillaume Apollinaire décrit une rue industrielle « Située à Paris entre la rue Aumont-Thiéville et l’avenue des Ternes ». Il la qualifie de moderne, arpentée par des passants exerçant les métiers nouveaux de l'époque, qui aident à contraster la ville[pas clair] . Il s'agit donc d'un lien entre l'ancien Paris et le Paris « moderne ».